# الیاس شتی
الیاس شتی (عربی: إلياس شتي؛ زادهٔ ۲۲ ژانویهٔ ۱۹۹۵) بازیکن فوتبال است.
از باشگاه‌هایی که در آن بازی کرده‌است می‌توان به باشگاه فوتبال اسپرانس تونس اشاره کرد.
وی همچنین در تیم ملی فوتبال الجزایر بازی کرده‌است.